# 莫哈末阿古斯
莫哈末阿古斯·尤索夫是马来西亚的学者和政治家。他从2023年2月2日起担任社区通讯局（J-KOM）总监，直至2023年11月16日辞职。他从1985年9月10日起担任马来西亚国立大学政治学讲师，直至2022年7月11日退休。退休后，他在印度尼西亚哥伦打洛公立大学担任政治学教授六个月后任职于社区通讯局。

## 争议
2023年11月，莫哈末阿古斯陷入同性猥亵对话视频风波。